# Sokołów Podlaski (gmina wiejska)
Sokołów Podlaski – gmina wiejska w województwie mazowieckim, w powiecie sokołowskim. W latach 1975–1998 gmina położona była w województwie siedleckim.
Siedzibą gminy jest miasto Sokołów Podlaski, które stanowi odrębną gminę miejską.
Według danych z 13 listopada 2005 gminę zamieszkiwało 6467 osób.
5 października 1973 do gminy Sokołów Podlaski włączono sołectwo Dziegietnia z gminy Bielany.

## Struktura powierzchni
Według danych z roku 2002 gmina Sokołów Podlaski ma obszar 137,18 km², w tym:
- użytki rolne: 74%
- użytki leśne: 19%

Gmina stanowi 12,12% powierzchni powiatu.

## Demografia

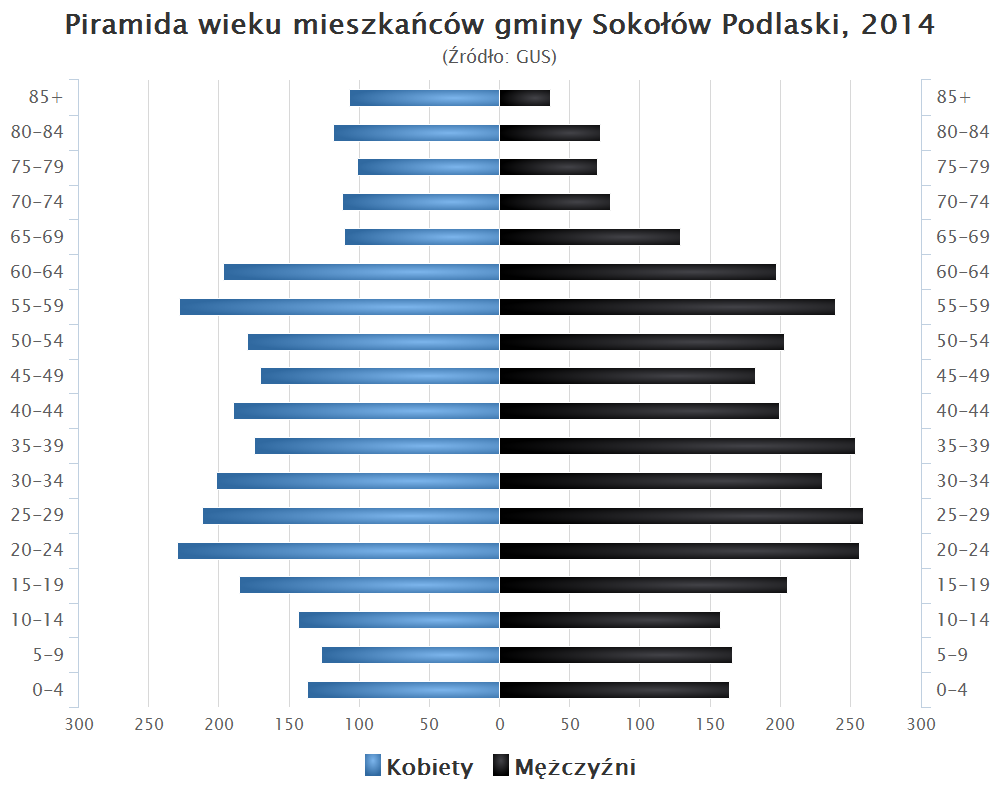
Piramida wieku mieszkańców gminy Sokołów Podlaski w 2014 roku

Dane z 13 listopada 2005:
| Opis                              | Ogółem | Ogółem | Kobiety | Kobiety | Mężczyźni | Mężczyźni |
| --------------------------------- | ------ | ------ | ------- | ------- | --------- | --------- |
| jednostka                         | osób   | %      | osób    | %       | osób      | %         |
| populacja                         | 6476   | 100    | 3165    | 48,9    | 3302      | 51,1      |
| gęstość zaludnienia (mieszk./km²) | 47,2   | 47,2   | 23,1    | 23,1    | 24,1      | 24,1      |

## Miejscowości
Bachorza, Bartosz, Brzozów, Brzozów-Kolonia, Budy Kupientyńskie, Chmielew, Czerwonka, Dąbrowa, Dolne Pole, Dziegietnia, Emilianów, Grochów (Grochów Szlachecki + Grochów Włościański), Justynów, Karlusin, Karolew, Kosierady Wielkie, Kostki, Krasnodęby-Kasmy, Krasnodęby-Rafały, Krasnodęby-Sypytki, Krasów, Łubianki (+Podkupientyn), Nowa Wieś, Podrogów, Pogorzel, Przeździatka-Kolonia, Przywózki, Skibniew-Kurcze, Skibniew-Podawce, Walerów, Węże, Wólka Miedzyńska, Wyrąb, Ząbków, Ząbków-Kolonia, Żanecin.
Pozostałe miejscowości podstawowe to Dziegietnia-Kolonia i Przeździatka-Leśniczówka

## Sąsiednie gminy
Bielany, Kosów Lacki, Liw, Miedzna, Repki, Sabnie, Sokołów Podlaski, Węgrów, Sterdyń

## Miasta partnerskie
- Gartow  Niemcy